# Ли Пејс
Ли Пејс (енгл. Lee Pace; 25. март 1979) амерички је филмски, телевизијски и позоришни глумац.
Познат је по улози Неда у серији Додир живота и смрти, која му је донела номинације за награде Златни глобус и Еми. Пре појављивања у овој серији, Пејс је играо главне улоге у драмама Пад и Војникова девојка. Такође је наступио у блокбастерима Сумрак сага: Праскозорје — 2. део и Чувари галаксије, те у филмовима из Хобит трилогије. Године 2014. играо је главну улогу у серији Битка за ЦТРЛ.

## Филмографија
| Филмови             |                                          |               |                         | |
| Година              | Српски назив                             | Изворни назив | Улога                   | Напомене |
| 2003.               | Војникова девојка                        |               | Калпернија Адамс        | номинација - Златни глобус за најбољег споредног глумца у серији, мини-серији или ТВ филму номинација - Награда Спирит за најбољег глумца у главној улози номинација - Награда Сателит за најбољег глумца у мини-серији или ТВ филму |
| 2005.               | Бела грофица                             |               | Крејн                   | |
| 2006.               | Озлоглашен                               |               | Ричард Хикок            | |
| 2006.               | Пад                                      |               | Рој Вокер/Црвени бандит | |
| 2006.               | Добар пастир                             |               | Ричард Хејз             | награда Берлинског филмског фестивала за изузетан уметнички допринос |
| 2008.               | Живети за један дан                      |               | Мајкл Пардју            | |
| 2009.               | Самац                                    |               | Грант                   | |
| 2009.               | Опседнута                                |               | Роман                   | |
| 2010.               | Кад си у Риму                            |               | Брејди Сакс             | |
| 2010.               | Мармадјук                                |               | Фил Виндслоу            | |
| 2011.               | Становник                                |               | Џек                     | |
| 2011.               | Церемонија                               |               | Вит                     | |
| 2011.               | 30 откуцаја                              |               | Мет Робертс             | |
| 2012.               | Сумрак сага: Праскозорје — 2. део        |               | Гарет                   | |
| 2012.               | Линколн                                  |               | Фернандо Вуд            | |
| 2012.               | Хобит: Неочекивано путовање              |               | Трандуил                | |
| 2013.               | Хобит: Шмаугова пустошења                |               | Трандуил                | |
| 2014.               | Чувари галаксије                         |               | Ронан                   | |
| 2014.               | Хобит: Битка пет армија                  |               | Трандуил                | |
| 2019.               | Капетан Марвел                           |               | Ронан                   | |
| 2022.               | Тела, тела, тела                         |               | Грег                    | |
| Телевизијске серије |                                          |               |                         | |
| 2002.               | Ред и закон: Одељење за специјалне жртве |               | Бенџамин Такер          | епизода: "Guilt" |
| 2004.               | Вандерфолс                               |               | Арон Тајлер             | 13 епизода |
| 2007–2009           | Додир живота и смрти                     |               | Нед                     | 22 епизоде номинација - Награда Еми за најбољег главног глумца у хумористичкој серији |
| 2014.               | Битка за ЦТРЛ                            |               | Џо Макмилан             | 10 епизода |
| 2015.               | Миндин пројекат                          |               | Алекс                   | |
| 2021−               | Задужбина                                |               | Брат Дан                | |